# Jorge Wagensberg Lubinski
Jorge Wagensberg Lubinski   (Barcelona, 2 de desembre de 1948 - Barcelona, 3 de març de 2018) fou un físic i professor universitari català, expert en museologia i primer director del Museu de la Ciència de Barcelona. Un nebot seu, fill del seu germà Maurici, Ruben Wagensberg, és diputat al Parlament de Catalunya per Esquerra Republicana.

## Biografia
Nascut el 1948, era fill d'Icek Wagensberg i Helcha Lubinski, tots dos jueus polonesos que es van mudar a Barcelona a principis dels anys 1930, fugint de les persecucions de jueus. El seu pare va muntar una reeixida empresa de maletes a la capital catalana, i allà va conèixer Helcha, filla d'una família de classe mitjana de Łódź, amb qui es casaria el 1948. Entre ells parlaven jiddisch, la llengua dels jueus asquenazites, idioma que Jorge coneixia bé, juntament amb el català, el castellà, l'alemany, l'anglès, el francès i l'italià. No obstant això, ni ell ni els seus germans Maurici i Sílvia van mantenir la religió jueva.
Wagensberg va anar a l'Escola Suïssa i al Liceu Francès de Barcelona, evitant d'aquesta manera la formació religiosa i la segregació per sexes tan habitual durant el franquisme, tal com volien els seus pares. Pere Ribera va ser professor seu durant el període en què va ser al Liceu Francès. Va estudiar física a la Universitat de Barcelona, en la qual es va llicenciar el 1971 i doctorar el 1976. Des de 1981 era professor de Teoria dels processos irreversibles a la Facultat de Física d'aquesta universitat. També va ser membre fundador de l'European Museum Academy i va publicar diversos llibres de divulgació científica.
Interessat en la divulgació de la ciència, va fundar la col·lecció de llibres "Metatemas", de l'Editorial Tusquets. L'any 1991 es feu càrrec, a petició de la Fundació la Caixa", de la direcció del Museu de la Ciència de Barcelona i va orientar aquest centre de divulgació científic vers un nou concepte que donaria lloc al CosmoCaixa, del qual en fou el seu director fins a l'any 2005.
L'any 2005 fou guardonat amb el Premi Nacional de Pensament i Cultura Científica per la concepció del Museu de la Ciència "Cosmocaixa" i el 2007 amb la Creu de Sant Jordi, ambdós guardons concedits per la Generalitat de Catalunya. El 2010 fou nomenat Doctor honoris causa per la Universitat de Lleida.
Va ser també responsable del projecte museístic del futur Museu de la Ciència de Lleida, i el setembre de 2013 es va saber que dirigiria el projecte museogràfic de l'Ermitage Barcelona.
Va ser membre del jurat del Premi Internacional Catalunya.
Jorge Wagensberg és considerat un dels aforistes catalans més destacats del segle xx i començaments del xxi.